# 菅田神社 (大和郡山市)
菅田神社（すがたじんじゃ）は、奈良県大和郡山市八条町に鎮座する神社。
添下郡の式内社で、旧社格は郷社。全国、鍛冶の神の総社である。
古くは、現社地の南約300メートルにあり、大永3(1523)年ごろ、鎮座したと言われている。

## 由緒
昔、美しい女神が天理市二階堂の「菅田池」から現れ、大和郡山市八条町の神楽田の所でしばらく休んでから、そこから西の方へ行って鎮座しました。すると、そこが一夜にして鬱蒼(うっそう)とした松林になったので、誰云うとなく、その土地を「一夜松」と呼び、今「一夜松天神」「八条天神社」とも呼ばれる現在の菅田神社が鎮座する。『佐保川其西方を流れ、菅田池畔にのぞむ、堀河百首に「をとめ子がすがたの池のはちす葉は心よげにも花さきにけり」と、以って景勝の地たるを知るべし』と、明治神社誌料に記されている。

## 概要
祭神は、菅田比古命。菅田比古命の祖で鍛冶の神とされる天目一箇神の説もあるが、平群郡(明治時代の八条村は平群郡及び、生駒郡の管轄で、昭和28年に郡山町に編入される)の神社明細帳には、菅田比古命が記されている。菅田比古命は、菅田氏の祖で『新撰姓氏録』に「菅田首天久斯麻比止都命之後也」と記されている。
なお、近世以前は、八条天神神社・一夜松天神とも呼ばれ、菅原道真を祀っていた。一夜にして松が生えたという奇跡が言い伝えられており、一夜松の幹の表皮部分が拝殿に奉納されている。元和5年(1619年)の石燈籠には、『一夜松金琳宮』と刻され、一夜松金琳寺という神宮寺があったことが推定される。所在は、天理市二階堂北菅田町の春日神社の西方。
本殿は、春日造で拝殿との間に幣殿が設けられている。本殿前には、『天満宮御神前』と刻された石燈籠もあり、天神信仰の神社であったことがうかがえる。
また、同じく添下郡の式内社で大和郡山市筒井町に鎮座する、菅田比売神社(祭神は菅田比売命・天久斯麻比止都命2座)と、対をなしていると考えられている。
なお、兵庫県小野市の菅田神社(式内社)と、滋賀県近江八幡市の菅田神社(式内社)の祭神は、天目一箇神である。

## 境内社
- 厳島神社 (祭神:市杵島姫命)

- 春日神社 (祭神:天児屋根命)

- 皇大神宮 (祭神:天照大神)

- 祓戸社 (祭神:祓戸大神)

## 例祭
10月28日であったが、現在は10月15日。
南菅田、北菅田、八条、長安寺、宮堂、額田部、西村など共催であり、当屋の渡御には、南菅田の菅田氏が一番に渡るのが例。